# Emmanuel Suhard

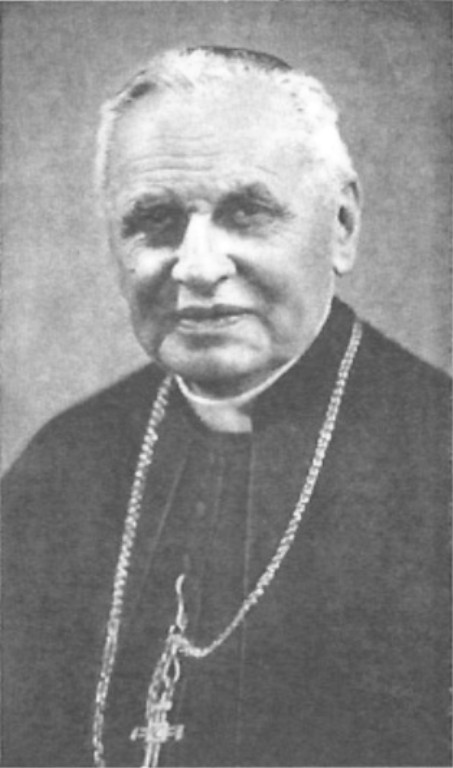
Emmanuel Kardinal Suhard

Wappen von Emmanuel Kardinal Suhard

Emmanuel Célestin Kardinal Suhard (* 5. April 1874 in Brains-sur-les-Marches, Département Mayenne, Frankreich; † 30. Mai 1949 in Paris) war katholischer Erzbischof von Paris.

## Leben
Emmanuel Célestin Suhard wuchs als Sohn einer Witwe auf einem Bauernhof auf. Er entschloss sich in frühen Jahren, Priester zu werden, besuchte ab 1888 das Kleine Seminar in Mayenne und ab 1892 das Priesterseminar in Laval. Aufgrund seiner Begabung erhielt er ein Stipendium, um am Päpstlichen Französischen Seminar in Rom und an der Gregoriana seine Studien der Philosophie und der Theologie abzuschließen. Zwischendurch wurde er 1897 in Laval zum Priester geweiht. 1899 kehrte er aus Rom in das Bistum Laval zurück.
Von 1899 bis 1928 unterrichtete Emmanuel Suhard als Professor für Philosophie und Theologie am Priesterseminar in Laval. Während des Ersten Weltkrieges war er Seelsorger im Lazarett in Laval.
1928 ernannte Papst Pius XI. Suhard zum Bischof von Bayeux und Lisieux. Die Bischofsweihe spendete ihm am 3. Oktober 1928 der damalige Bischof von Laval, Eugène-Jacques Grellier. In Bayeux vertiefte er sich in die Spiritualität der hl. Thérèse von Lisieux.
1930 ernannte Papst Pius XI. Suhard zum Erzbischof von Reims. Er besuchte unermüdlich die Pfarreien seines Sprengels und erlebte dabei, wie weit die Säkularisierung auch auf dem Lande fortgeschritten war.
Am 16. Dezember 1935 erhob Papst Pius XI. Suhard zum Kardinal und nahm ihn als Kardinalpriester mit der Titelkirche Sant’Onofrio in das Kardinalskollegium auf.
Am 11. Mai 1940 ernannte Papst Pius XII. Suhard zum Erzbischof Paris. Dort begründete Suhard 1941 die Mission de France und unterstützte die Bewegung der Arbeiterpriester. Am 26. April 1944 feierte er in der Kathedrale Notre-Dame in Anwesenheit von Marschall Philippe Pétain einen Gedenkgottesdienst für die Franzosen, die durch Bombenangriffe der Royal Air Force und der US Air Force getötet worden waren. Das verzieh ihm General de Gaulle nicht, der vier Monate später in Paris einzog. Er untersagte Kardinal Suhard, am 26. August 1944 in seiner Kathedrale den Dankgottesdienst für die Befreiung von Paris zu feiern, und ließ Suhard derweil unter Hausarrest stellen.
1947 gab Suhard, dabei von Nuntius Angelo Roncalli unterstützt, den Anstoß zur Gründung des Katholischen Internationalen Zentrum der Zusammenarbeit mit der UNESCO in Paris.